# 岡田達也
岡田 達也（おかだ たつや、1968年2月13日 - ）は、日本の俳優、声優。演劇集団キャラメルボックスおよびクリオネ所属。鳥取県鳥取市出身。身長174cm、体重64kg。血液型はAB型。

## 人物
好物はイカ、嫌いなものはキュウリ。大阪芸術大学芸術学部を卒業後、サラリーマン・トラックの運転手を経て演劇集団キャラメルボックスに制作部として入団。その後、役者として舞台に立つようになり、現在では数多くの主役を務める。

## 出演
太字はメインキャラクター。

### テレビドラマ
- 大地の子（1995年、NHK）
- 誰かが扉を叩いている（1997年、日本テレビ）
- 怪物くん（2010年、日本テレビ）
- HUNTER〜その女たち、賞金稼ぎ〜 第2話（2011年10月18日、関西テレビ） - 杉田雄三 役
- 相棒 season 11 第13話「幸福な王子」（2013年1月23日、テレビ朝日） - 坂本 役
- 金曜プレステージ・スペシャルドラマ 鬼女（2013年6月28日、フジテレビ） - 坂本 役

### ラジオドラマ
- 青春アドベンチャー『海に降る』（2012年、NHK-FM）
- River Side Cafe#8（2013年、TFM系） - 店長 役
- 特集オーディオドラマ（NHK-FM）
  - 『星を掘れ!』（2013年）
  - 『サウンドミュージカル 雪色オルゴール』（2019年）
- FMシアター（NHK-FM）
  - 『静かな生活』（2015年） - 本田 役
  - 『すぎのまち』（2018年）

### 映画
- 耳をすませば（1995年、東宝）
- ガメラ3 邪神覚醒（1999年、東宝）
- アザーライフ（2006年）

### 舞台

#### 演劇集団キャラメルボックス
太字は主演作品
- 『四月になれば彼女は』（1993年） - 西条 役 ※デビュー作品
- 『グッドナイト将軍』（1993年） - 榎本刑事 役
- 『嵐になるまで待って』 - 高杉 役（1993年）、波多野 役（1997年・2002年）
- 『キャンドルは燃えているか』 - 西宮刑事 役（1993年）、伊丹 役（1999年）
- 『アローン・アゲイン』- 鳥羽専務 役（1994年）、鞍馬 役（2003年）
- 『やまびこ65号、応答せよ!』JR東日本シアターエクスプレス （1994年）- ブラウン 役
- 『ディアーフレンズ、ジェントルハーツ』（1994年） - 江川 役
- 『俺たちは志士じゃない』 - 土方歳三 役（1994年）、神田松吉 役（1998年）
- 『ブリザード・ミュージック』 - 久慈 役（1994年）、釜石 役（2001年）
- 『スケッチブック・ボイジャー』（1995年・2005年） - ダイゴ 役
- 『また逢おうと竜馬は言った』 - 本郷 役（1995年）、坂本竜馬 役（2000年・2010年）、坂本竜馬 / 伸介 役（2016年） ※2010年・2016年は大内厚雄とダブルキャスト
- 『レインディア・エクスプレス』（1995年）- 村上健 役
- 『TWO』（1996年） - ワタル 役
- 『やまびこ67号、応答せよ！』シアター・エクスプレス’96（1996年） - 藤吉拳作 役
- 『風を継ぐ者』 - 秋吉剣作 役（1996年）、小金井兵庫 役（2001年）
- 『不思議なクリスマスのつくり方』（1996年） - シュレーダー 役※今井義博とダブルキャスト
- 『あなたが地球にいた頃』（1997年）- 祐介 役
- 『ブラック・フラッグ・ブルーズ』- ダイゴ 役（1997年）、ダイゴ／良介 役（2004年）※2004年は大内厚雄とダブルキャスト
- 『さよならノーチラス号』 - 芳樹 役（1998年）、勇也 役（2009年）
- 『マイ・ベル』（1998年） - 五木 役
- 『銀河旋律』サルマル 役（1999年・2011年）、柿本光介 役（2002年） ※2002年柿本光介役は西川浩幸とダブルキャスト、2011年サルマル役は西川浩幸・三浦剛とトリプルキャスト
- 『TRUTH』（1999年・2005年） - 野村弦次郎 役
- 『MIRAGE』（2000年） - 天童 役
- 『クローズ・ユア・アイズ』（2000年） - 香取武三 役
- 『ミスター・ムーンライト～月光旅人～』（2001年） - 石岡 役
- 『賢治島探検記』（2002年）- タヌキの子 役（日替わりキャスト）
- 『裏切り御免!』（2002年） - 坂本竜馬 役
- 『太陽まであと一歩』（2003年） - 新発田 役
- 『ナツヤスミ語辞典』（2003年） - クサナギ / 駅長 役 ※西川浩幸とダブルキャスト
- 『彗星はいつも一人』（2003年）- 佐々木 役
- 『我が名は虹』（2004年） - 黒江 役
- 『スキップ』（2004年） - 桜木 役
- 『僕のポケットは星でいっぱい』（2005年）- 課長 役
- 『ミス・ダンデライオン』（2006年・2010年） - 青木比呂志 役
- 『雨と夢のあとに』 - 桜井朝晴 役（2006年）、早川岳男 役（2013年）
- 『少年ラヂオ』（2006年） - 潔 役
- 『まつさをな』（2007年） - 青柳啓一郎 役
- 『猫と針』（2007年） - タナカユキオ 役
- 『トリツカレ男』（2007年） - トト 役
- 『きみがいた時間 ぼくのいく時間』（2008年） - 柿沼浩二 役
- 『水平線の歩き方』（2008年・2011年・2015年） - 岡崎幸一 役
- 『すべての風景の中にあなたがいます』（2009年） - 滝水浩一 役
- 『容疑者Xの献身』（2009年・2012年） - 湯川学 役
- 『サンタクロースが歌ってくれた<10days Limited Version>』（2010年） - 平井太郎 役
- 『ヒア・カムズ・ザ・サン』（2011年） - 白石 役 ※西川浩幸の代役[1]
- 『降りそそぐ百万粒の雨さえも』（2011年） - 室戸策太郎 役
- 『広くてすてきな宇宙じゃないか』（2012年） - 柿本 / コッコちゃん 役 ※コッコちゃん役は2005年版でも出演
- 『隠し剣鬼ノ爪』（2013年） - 小野治兵衛 役
- 『盲目剣谺返し』（2013年） - 小野治兵衛 役
- 『彼の背中の小さな翼』（2013年） - 宮拓己 / 大網信太郎 役
- 『鍵泥棒のメソッド』（2014年・2017年） - コンドウ 役 ※2014年は阿部丈二とダブルキャスト
- 『涙を数える』（2014年） - 南条朔之助 役
- 『パスファインダー』（2015年） - 笠岡光春 役
- 『君をおくる』（2015年） - 松尾 役
- 『ゴールデンスランバー』（2016年） - 佐々木一太郎 役
- 『無伴奏ソナタ』（2018年）- リスナー / ジョー / アル 役

#### 客演
- 『FLAG』（2000年、ランニング・シアター・ダッシュ） - カド 役
- 『煙が目にしみる』（2002年、加藤健一事務所） - 野々村亮太 役
- 『キャノンマックスR』（2003年、劇団シアターガッツ） - （劇中アニメの声）
- 『進め！ニホンゴ警備隊』（2004年、福澤一座） - 佐伯正一 / 工藤先生 役
- 『ハートに火をつけて』（2004年、東京ハートブレイカーズ） - カメ / 安部 / コウジ 役
- 『WEL-COME to パラダイス』（2006年、劇団たいしゅう小説家） - 成島丈二 役
- 『オレノカタワレ』（2006年、30-DELUX） - 風祭ジョー 役
- 『コルトガバメンツ』（2006年、東京ハートブレイカーズ） - 愛染正次 役
- 『えっと、おいらは誰だっけ？』（2007年） - エリック・スワン 役
- 『ちいさき神の、つくりし子ら』（2008年、プレタポルテ） - ジェームス・リーズ 役
- 『とびきり不幸な旅行店』（2008年、東京ハートブレイカーズ） - 旅川 役
- 『シングルベッド』（2008年、LEMON LIVE） - 伊集院カオル 役
- 『人生のクライマックス』（2008年、劇団扉座） - 瀬古利一 役
- 『ONE NIGHT ACT. ONE 無敵のLOVE』（2008年、東京ハートブレイカーズ）
- 『リーディング　一番の誕生日！』（2009年、空晴） - 日替わりゲスト
- 『リボルバー』（2009年、劇団M.O.P.） - 佐伯新太郎 役
- 『Live,Love,Drive　死神の精度』（2009年、ミネルバワークス）- 荻原 役
- 『はじめての食卓』（2010年、むーとぴあ） - 卓郎 役
- 『さらば八月のうた』（2010年、劇団M.O.P.） - イチゴロウ 役（日替わりゲスト）
- 『Rain men in Noel～雨男たちのクリスマス』（2010年、Clione Compilation Reading） - 磯貝 役
- 『ベイビーベイビー』（2011年、Super Eccentric Theater） - 雨宮光則 役
- 『音楽の時間』（2011年、玉造小劇店） - 高岡少尉 役
- 『トラベルモード』（2011年、*pnish*） - 支配人 役
- 『フィッシュストーリー』（2011年、東京ハートブレイカーズ） - 老人 / 岡崎 役
- 『Rain men in Noel～雨男たちのクリスマス ～"リコ"という名の天使～』（2011年、Clione Compilation ReadingⅡ） - 磯貝 役
- 『グッドモーニング、ビッグバン』（2011年、東京ハートブレイカーズ） - ニッシー 役
- 『カラミティ・ジェーン』（2012年） - ジム・オニール / ナレーター / インディアン 役
- 『Woo!!man』（2012年、LEMON LIVE） - 本宮カズオ・ヨシミ 役
- 『樹海 -SEA of THE TREE-』（2012年、作・演出鈴井貴之） - 佐々木 役
- 『二人芝居』（2012年、東京フェスティバル） - 選挙プランナー 役
- 『トリオ』（2013年、LEMON LIVE）- 日替わりゲスト
- 『サイレント・フェスタ』（2013年、東京ハートブレイカーズ） - 楽 役
- 『無休電車』（2013年、劇団鹿殺し） - 城戸秋生（ムツゴロウ城戸） / 人影 / 弔問客 役
- 『LOVE』〜あなたに逢いたい〜「二人の法則」「愛のぬくもり」（2013年、リーディング公演）
- 『ナツメ』（2013年、ナ・ポリプロピレン） - 日替わりゲスト
- 『幸福な職場』（2014年、劇団東京フェスティバル） - 大森 役
- 『チルドレン』（2014年、東京ハートブレイカーズ） - 武藤 役
- 『5 years after』（2014年、AmebaStudio Reading Room）
- 『また火曜ーー!?』（2014年、好きさ★LIVE）- トロンボーン（ゲスト出演）
- 『駆け抜ける風のように』（2014年、Dステ） - 坂本竜馬 役
- 『世襲戦隊カゾクマン』（2014年、お茶の間サミット）- 男前男 役
- 『はい、どーも!東京新春スペシャル!』（2015年、タイソン大屋主催）
- 『スーパーエンタープライズ』（2015年、東京ハートブレイカーズ）- ヒカリ 役
- 『蜜柑とユウウツ ー茨木のり子異聞ー』（2015年、グループる・ばる）- 宮本浩二 / 谷川俊太郎 / 金子光晴 役
- 『TRUMP』（2015年、脚本・演出末満健一）- ティーチャーグスタフ / ティーチャーミケランジェロ 役
- 『大きな木の下で〜あの頃俺らの毎日はウザいくらいアツかった〜』（2016年、Smile Earth Project）- ジャスティン教頭 役
- 『うちの犬はサイコロを振るのをやめた』（2016年、ポップンマッシュルームチキン野郎） - 正田雅彦 / 学生 / 逃げ惑う夫婦（夫） / 天の声 役
- 『嫌われ松子の一生』（2016年、ネルケプランニング）- 岡野健夫 役
- 『スキップ』（2017年、NAPPOS） - 桜木 役[2]
- 『花火の陰』（2017年・2020年、ハルベリーオフィス）- サクマ俊介 役
- 『世襲戦隊カゾクマンⅡ』（2017年、お茶の間サミット）- 男前男 役
- 『サブマリン』（2017年、東京ハートブレイカーズ）- 武藤 役
- 『ポセイドンの牙』(2017年、地下空港) - ポセイドン 役
- 『もっともやってみるのだ！』(2017年、ちび太ン家presents) - 日替わりゲスト
- 『アックーノの逆襲』（2017年、ナ・ポリプロピレン） - 鬼 / 囚人 役（日替わりゲスト）
- 『アンフェアな月』(2018年) - 林堂航 役
- 『スクアッド』(2018年、30-DELUX) - 玄藤 役
- 『若組様まいる ～若様とロマン～』（2018年、Media Mix Japan）- 小泉琢磨 役
- 『アトムが来た日』（2018年、serial number）- カンバラ 役
- 『ant』（2019年、U-18シアタープロジェクト）- 大島とおる 役
- 『世襲戦隊カゾクマンⅢ』（2019年、プリエール）- 男前男 役
- 『舞台 刀剣乱舞 維伝 朧の志士たち』（2019-2020年、Marvelous）- 坂本龍馬 役
- 『東京砂漠リターンズ～駅前劇場にやってきた』（2020年、劇壇週間in駅前劇場）（オンライン配信）
- 『星の飛行士』（2021年、演劇の毛利さん）- レオン・ウェルト 役
- 『hedge1-2-3　hedge/insider  trust』（2021年、serial number）- 海渡幸司 /  泉田俊二 / 市村俊樹 役
- 『かがみの孤城』- 伊田先生 役 / 『ぼくのメジャースプーン』- 秋山一樹 役（2022年、辻村深月シアター）
- 『捨てきれないもの』（2022年、U-18シアタープロジェクト）- 汚めの男 役
- 神津恭介シリーズより『呪縛の家』（2023年、サンシャイン劇場 / キャナルシティ劇場 / サンケイホールブリーゼ） - 楠山秀雄 役[3]

### アニメ
- 逮捕しちゃうぞ（城戸）
- ベイビィ★LOVE（瀬戸柊平）

### ドラマCD
- 風光る（原田左之助）

## 書籍
- 達也汁(ジーアンドエス) - 1999年〜2007年(内、2002年〜2004年途中までデータ紛失により未掲載)にかけてのブログの内容を書籍化